# Давид Петросян
Давид Самвелович Петросян (нар. 13 грудня 1991, Іджеван, Вірменія) — український режисер, художник-постановник, автор музичного оформлення, сценограф, художник по костюмах, асистент режисера, автор музики. Головний режисер Національного академічного українського драматичного театру ім. Марії Заньковецької (з 23 жовтня 2023 року). Заслужений діяч мистецтв України (2024).

## Життєпис
Народився 13 грудня 1991 року у Вірменії. В дитинстві любив багато читати, надаючи перевагу казкам народів світу, крім вірменських. Також не дуже звертав увагу на читання у школі так званих програмних творів з літератури.
Наприкінці 1990-х років родина Петросянів переїхала до м. Славутич. Навчався в майстерні Володимира Судьїна у Київському національному університеті театру, кіно і телебачення імені Карпенка-Карого, який закінчив у 2016 році. Також навчався на акторському факультеті в майстерні Олега Шаварського.
У 2016 році заснував театр «Practicum». Працював режисером-постановником Київського академічного драматичного театру на Подолі. З листопада 2017 року — режисером Національного академічного драматичного театру імені Івана Франка.
23 жовтня 2023 переміг у конкурсі на посаду головного режисера Національного академічного українського драматичного театру імені Марії Заньковецької.
Одружений. Живе та працює в Києві.

## Режисерські роботи в театрі
Київський академічний театр юного глядача на Липках
- 2016 — «Мене звати Пітер» Яна Фрідріха[10] (виставу відновлено до репертуару 21 січня 2022, під назвою «Називай мене Пітер»[11])

Центру Сучасного Мистецтва «ДАХ» (м. Київ)
- 2017 — «Сиротливий захід» Мартіна Мак-Дони[12]
- 2018 — «Буна» Віри Маковій[13] (з 2019 року вистава в репертуарі Національного театру ім. Івана Франка)
- 2018, 8 червня — «Володар мух» за одноіменним романом Вільям Голдінга та «Присмерком Європи» Освальда Шпенглера[14][15][16]

Національний академічний драматичний театр імені Івана Франка (м. Київ)
- 2018, 24 лютого — «Земля» за повістю Ольги Кобилянської (камерна сцена)[17][18]
- 2018, 9 червня — «Війна» Ларса Нурена (камерна сцена)[19][20][21]
- 2019 — «Буна» Віри Маковій (камерна сцена)[22]
- 2019, 21 грудня — «Снігова королева» за казкою Ганса Крістіана Андерсена[23]
- 2020, 5 серпня — «Крум» Ханоха Левіна (камерна сцена)[24][25][26]
- 2021, 25 лютого — «Кассандра» за однойменною поемою Лесі Українки (камерна сцена)[27][28]
- 2023, 30 березня — «Візит» за п'єсою «Гостина старої дами» Фрідріха Дюрренматта[29]
- 2024, 16 жовтня — «Слуга двох панів» за п'єсою Карло Гольдоні

Київський академічний драматичний театр на Подолі
- 2019, 19 лютого — «Мрії оживають» за п'єсою «DreamWorks» Івана Вирипаєва[30]
- 2022, 15 грудня — «Цар Едіп» за однойменною п'єсою Софокла
- 2024, 12 січня — «Process» за романом «Процес» Франца Кафки[31][32][33][34]

Національний академічний український драматичний театр імені Марії Заньковецької (м. Львів)
- 2023, 23 вересня — «Земля» за повістю Ольги Кобилянської[35][36][37][38]
- 2025, 12 січня — «Сірано де Бержерак» за п'єсою Едмона Ростана

Національний академічний драматичний театр імені Лесі Українки
- 2024, 27 квітня — «Отелло» за однойменною п'єсою Вільяма Шекспіра

## Оцінка діяльності
|  | Остап Ступка про участь у виставі Давида Петросяна «Війна»: «Це дуже цікава, хороша, складна п'єса. Я з цікавістю працював з молодим режисером. Він освічений, начитаний, відданий своїй професії. Коли режисер любить свою роботу, це, звичайно, передається акторам і ми, в процесі роботи над виставою доповнювали різними пропозиціями, привносили щось зі свого боку, пробували. У нас на репетиціях було безліч варіантів, кожної мізансцени було варіантів по 10-15. Працювалося дуже цікаво» . |

|  | мистецький оглядач Олег Вергеліс про режисера: «Давид — один з небагатьох режисерів, що здатний читати тексти по горизонталі й по вертикалі — від Землі до Бога». |